# Koei Tecmo
Koei Tecmo Holdings Co., Ltd. (Japans: 株式会社コーエーテクモホールディングス, Kabushikigaisha Kōē Tekumo Hōrudingusu) is een houdstermaatschappij in 2009 ontstaan uit de fusie van de Japanse videospelmakers en -uitgevers Tecmo en Koei.

## Geschiedenis

### Tecmo
Tecmo, Inc. (テクモ, Tekumo), voorheen Tehkan Ltd. (テーカン, Tēkan), werd op 31 juli 1967 door Yoshihito Kakihara opgericht als producent van huishoudapparatuur. In 1969 begon het bedrijf met het maken van arcademachines. Het hoofdgebouw van Tecmo stond in Kudankita, Chiyoda, Tokio. Ook was er een kantoor in de Verenigde Staten in Torrance, Californië.
In maart 1981 werd er een Amerikaanse afdeling opgericht onder de naam U.S. Tehkan, Inc.. Een maand later, in april 1981, kwam Pleids, Tehkans eerste arcadespel, uit in Japan. Verder heeft Tehkan onder andere de klassiekers Bomb Jack en Tehkan World Cup op zijn naam staan. Op 8 januari 1986 veranderde Tehkan zijn naam officieel in Tecmo. In 1989 was Tecmo mede-aangeklaagde in een rechtszaak aangespannen door Eric Dickerson, running back van het American footballteam Indianapolis Colts, betreffende het gebruik van zijn gelijkenis in het spel Tecmo Bowl.
In 2006 stierf oprichter Yoshihito Kakihara aan insterstitiële longontsteking.
Op 3 juni 2008 nam Tomonobu Itagaki, het hoofd van dochteronderneming Team Ninja, ontslag en spande hij een pleitgeding aan tegen Tecmo op grond van niet uitbetaalde bonussen en stressschade. De claim bedroeg 145 miljoen yen (ongeveer 1,4 miljoen euro). Twee medewerkers van Tecmo spanden namens 300 werknemers op 16 juni een tweede zaak aan tegen Tecmo op grond van onbetaalde salarissen, een som ter hoogte van ¥8,3 miljoen (ongeveer €80.380).

### Koei
Koei Co., Ltd. (株式会社コーエー, Kabushiki gaisha Kōē) werd in juli 1978 door Yoichi Erikawa en Keiko Erikawa opgericht. Yoishi studeerde aan de Keio Universiteit in Tokio. Zijn gezin had in het Japanse platteland een kleurstoffenhandel. Toen deze handel stukliep besloot Yoichi zijn voorliefde voor programmeren tot uiting te brengen. Vandaag de dag staat het hoofdgebouw van Koei in Yokohama, Japan, waar ook Yoichi's voormalige school staat. De naam van het bedrijf is niets meer dan een spoonerisme op de naam van de school.
Aanvankelijk was het bedrijf geënt op pc-verkoop en make to order software. In 1983 bracht het Nobunaga's Ambition uit, een strategiespel dat zich afspeelt in de Sengoku-periode in de Japanse geschiedenis. Dit spel won de ene prijs na de andere. Daarop heeft Koei nog veel spellen geproduceerd met historische settings, waaronder Romance of the Three Kingdoms dat zich afspeelt in het Tijdperk van de Drie Koninkrijken in de Chinese geschiedenis en Uncharted Waters wat zich in Portugal afspeelt in het Tijdperk van de grote ontdekkingen.
In 1988 richtte Koei een Noord-Amerikaans kantoor op in Californië, dat de naam Koei Corporation zou dragen. Deze dochteronderneming hield zich bezig met het lokaliseren van Koei's spellen voor de niet-Japanse markt, alsmede het produceren van originele spellen onder leiding van Stieg Hedlund. Hedlund heeft later het bedrijf verlaten waarna het de productie van spellen staakte en zich alleen nog bezighield met lokalisatie, marketing en verkoop.
In 2001 werd er een Canadees kantoor opgericht genaamd Koei Canada, Inc., in 2003 de Europese tak Koei Limited en in 2005 een Litouws kantoor.

## Fusie en herstructurering
Op 20 augustus 2009 kondigde Tecmo aan dat president Yoshimi Yasuda zijn functie neerlegde en per 1 september vervangen zou worden door Yasuharu Kakihara. Op 28 augustus kondigde Square Enix een vriendschappelijke overname van Tecmo aan door middel van de overname van 30 procent van de aandelen tegen een som van 22,3 miljard yen (ongeveer €2.738.105.500). Tecmo zou tot 4 september de tijd krijgen om tot aanvaarding of afwijzing te besluiten. Toen Kenji Matsubara, president en Chief Operating Officer van Koei, hier op 31 augustus wind van kreeg, organiseerde hij meteen een bestuursvergadering voor de volgende dag. Het bestuur vergaderde over een mogelijke fusie met Tecmo en is meteen die dag de onderhandelingen met Tecmo gestart. Op 4 september 2008 wees Tecmo het bod van Square Enix officieel af en diezelfde dag kondigde het de fusie met Koei aan.
Om in deze markt te kunnen overleven en concurreren heb je grootte nodig--dat is cruciaal. En dat is de aanleiding voor deze consolidatie. Square Enix had een bod gedaan en we hebben ook met Koei onderhandeld. Maar de oprichters van Tecmo en de oprichters van Koei hebben altijd goede banden met elkaar onderhouden. En dat is hoe we zo snel een akkoord hebben kunnen bereiken. Op 1 september begonnen we met de onderhandelingen en na twee dagen waren we er al uit. Ondanks dat het aangenaam is om baas over jezelf te zijn, begrijpt de staf van Tecmo dat het ook riskant is en dat grootte cruciaal is.— Kenji Matsubara
In november 2008 maakten de twee bedrijven hun precieze plannen bekend en op 1 april 2009 was de fusie compleet. Hiermee werd Tecmo Koei Holdings geboren. Koei-aandelen werden met een verhouding van 1:1 ingewisseld voor Tecmo Koei-aandelen en Tecmo-aandelen met een verhouding van 9:1, waardoor Koei-aandeelhouders een aandeel van driekwart in het nieuwe bedrijf kregen. Terwijl de gedeelde omzet van de twee bedrijven 8,5 miljoen yen bedroeg, verwachtte het gefuseerde bedrijf dat het meer dan 16 miljoen yen winst zou maken voor het einde van het boekjaar wat in maart 2012 zou eindigen. Effissimo Capital Management Pte, de grootste aandeelhouder van Tecmo, verzette zich openlijk tegen de fusie. De aandeelhouders van Koei en Tecmo hielden aparte vergaderingen waarop overeenstemming werd bereikt over de fusie. Effissimo stelde zich tijdens de vergadering dissident op en de groep impliceerde dat hij zijn aandelen overwoog te verkopen. Takashi Kosaka, directeur van Effisimo, stelde dat er niet genoeg informatie aangeleverd was om een goede afweging te kunnen maken over de fusie, in relatie tot bijvoorbeeld de uitvoerbaarheid van de plannen om de waarde van de aandelen te verhogen. Op 13 februari kondigde Tecmo aan dat er een verzoek aan het bedrijf was gedaan om een deel van zijn aandelen terug te kopen in verband met ontevredenheid over de fusie. Hoewel de verzoekende partij anoniem werd gehouden, meldde Reuters dat het waarschijnlijk om Effissimo ging.
Ondanks dit wantrouwen werd de houdersmaatschappij geheel volgens plan op 1 april 2009 gevormd. De developmentafdelingen van beide bedrijven werden tot eigen dochterondernemingen gemaakt die onder leiding van Tecmo Koei Holdings opereren. Kenji Matsubara werd algemeen directeur van het nieuwe bedrijf en Yasuharu Kakihara, voormalig directeur van Tecmo, werd bestuursvoorzitter.
Op 23 juni 2009 kondigde Tecmo Koei een herstructurering van zijn internationale dochterondernemingen aan. Het Amerikaanse Tecmo Inc., de dochteronderneming van Tecmo, en Koei Corporation, de Amerikaanse dochteronderneming van Koei, werden samengevoegd tot Tecmo Koei America Corporation, wat een dochteronderneming van Tecmo Koei Holdings werd. De Canadese, Europese, Koreaanse en Taiwanese takken van Koei werden allemaal tot Tecmo Koei-bedrijven hernoemd en werden dochterondernemingen van Tecmo Koei. Het eerste spel dat werd uitgebracht door Tecmo Koei was Ninja Gaiden Sigma 2. In augustus 2009 kondigde Tecmo Koei aan een dochteronderneming op te richten in Hanoi, Vietnam. Later die maand kondigde de Europese Ruimtevaartorganisatie aan dat Tecmo Koei lid was geworden. Op 1 april 2010 werd ook Koei Singapore tot Tecmo Koei omgedoopt.